# Agrotera basinotata
Agrotera basinotata là một loài bướm đêm thuộc họ Crambidae. Nó là loài bản địa của Queensland, Thái Lan, Hồng Kông và Nhật Bản, nhưng nó được du nhập vào Hawaii để khống chế loài Melastoma malabathricum.
Sải cánh dài khoảng 20 mm. 
Ấu trùng ăn Melastoma malabathricum, but also Syzygium buxifolium.